# علم إيران
علم إيران اُعتمد علم إيران في 29 تموز - يوليو من سنة 1980 عقب قيام نظام الجمهورية الإسلامية، ويتكون العلم الإيراني من ثلاثة شرائط أفقية هي الأخضر والأبيض والأحمر ويتوسط الشريط الأفقي الأبيض لفظ الجلالة «الله» باللون الأحمر، بينما يحيط المستطيل الأبيض إطارًا كُتب عليه «الله أكبر» بالخط الكوفي. 
الجدير بالذكر أن علم إيران يشابه إلى حد بعيد علم المجر لكن بعكس اللونين الأحمر والأخضر مكان بعضيهما البعض. الاختلافان الوحيدان هما أن العلم الإيراني أكبر من العلم المجري، وكذلك اللون الأخضر في علم إيران أكثر سطوعًا ويجب أن يكون ملوّنًا بدرجة فاتحة من الأخضر.

## وصف العلم ورموزه
علم إيران مقسّمٌ بشكل أفقيّ بواسطة الألوان التالية: الأخضر والأبيض والأحمر مع شعار أحمر يتوسطه في المركز وكتابات منمقة على الحواف الأفقية من الشريط الأبيض، كما هو الحال بالنسبة لأعلام المملكة العربية السعودية والعراق وأفغانستان وصوماليلاند، وهي أربعة أعلام أخرى يتميز فيها النص بأنه يُقرأ من اليمين إلى اليسار.
ألوان العلم الإيراني تقليدية، ربما يعود تاريخها إلى القرن الثامن عشر على الأقل، ويمكن تفسيرها على أنها تمثل الإسلام (الأخضر)، والسلام (الأبيض)، والشجاعة (الأحمر). تم تصميمها لأول مرة في شكل الألوان الثلاثة في عام 1907. وكان محور العلم سابقا الأسد ذو السيف واقفًا أمام الشمس الصاعدة، ويضع تاجًا. ولكن، بعد الإطاحة بنظام الشاه في العام 1979، ألغيت جميع الأعلام واللافتات التقليدية.
تفسير آخر لرمزية الألوان هو ما يلي: الأحمر يعبّر عن لون دم المواطنين الذين سُفكت دمائهم فداءً لبلدهم؛ الأبيض يعبّر عن السلام والصداقة مع البلدان الأخرى؛ والأخضر يعبّر عن خضار البلاد وكثرة الثمار المتنامية في هذه المقاطعة.

## الشعار المركزي
يتكون شعار إيران من أربعة أهلة وساطور. ومن المقرر أن تقف على كلمة الله (هناك بالفعل بعض التشابه إلى الكتابة العربية منه). ترمز الأجزاء الخمسة من الشارة إلى الركائز الخمس للإسلام. نجد فوق الساطور (العنصر المركزي) شدة (تبدو مثل الحرف اللاتيني W) ووفق بعض التفسيرات، قد يُشير الشكل المتناظر والمزين بالشدة إلى نفوذ قوة الساطور ومضاعفتها. وعند تأمل تفسيرات الرمز، يُقرأ بأكمله، وببساطة: «الله».
يخلّد شكل زهرة التوليب ذكرى كل من لقي حتفه في نضاله من أجل إيران وتعبيرًا عن الروح الوطنية، وذلك بناءً على المعتقدات القديمة في إيران، التي يرجع تاريخها إلى الأساطير، ووفقها تنمو زهور التوليب من قبور الشهداء.

## التفسيرات والجدل حول علم إيران
وفقًا لما ذكره الناشط هادي الأحوازي، صمّم العلم الإيراني المهندس حمید ندیمی، الحاصل على الدكتوراه في العمارة من جامعة جامعة يورك (إنجلترا) البريطانية. يوضح هادي الأحوازي أن شعار العلم في الوسط يمثل لفظ الجلالة "الله" بشكل متكرر 11 مرة في كل طرف من أطراف الشعار، وهو الرقم الذي وصفه بأنه ذو معنى رمزي عند بعض المجموعات الدينية.
وأشار هادي الأحوازي إلى أن عناصر العلم ترمز إلى:
- اللون الأخضر: الدولة الفاطمية.
- اللون الأبيض: الديانة الزرادشتية.
- اللون الأحمر: دولة القرامطة.

كما ذكر أن بعض رموز الشعار لها علاقة بشعار السيخية حسب تفسيره، وقد أثار هذا جدلاً واسعًا على وسائل التواصل الاجتماعي.

المعنى الحقيقي لعلم ايران – تعديل هادي الأحوازي

ردّت قناة "العالم" الإيرانية على هذه المنشورات، مؤكدة أن الرموز في قلب العلم تمثل مفاهيم إسلامية، وأن التفسيرات الأخرى التي تم تداولها على بعض منصات التواصل الاجتماعي غير دقيقة.

## أعلام سابقة

علم الأمبراطورية الأخمينية (550 ق.م - 330 ق.م)
علم الإمبراطورية الفرثية (247 ق.م - 224 ق.م)
درفش كابيان علم الإمبراطورية الساسانية (224 - 651)
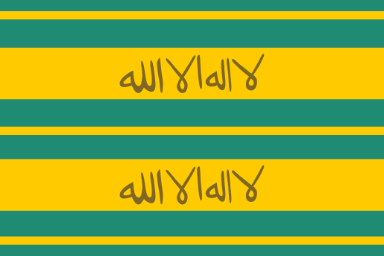
درفش كتلي راية الدولة البويهية (934 - 1062)
راية الدولة الإلخانية (1256 - 1335)
علم الدولة الصفوية (1502 - 1524)
علم الدولة الصفوية (1576 - 1732)
علم الدولة الأفشارية (1747 - 1796)
علم الدولة الأفشارية (1747 - 1796)
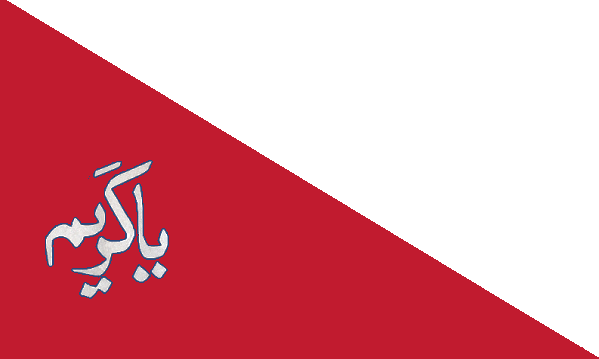
علم كريم خان زند (1751 - 1779)
علم الدولة الزندية (1751 - 1794)
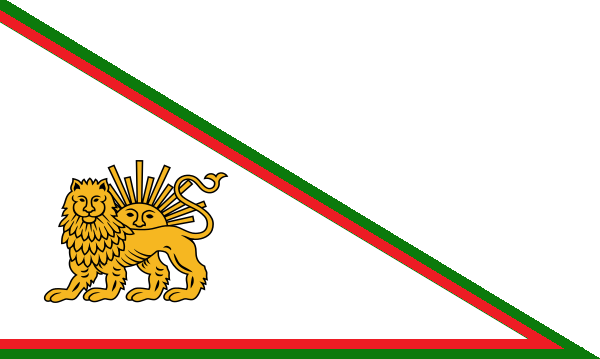
علم الدولة الزندية (1751 - 1794)
علم الدولة القاجارية (1789 - 1797)
علم الدولة القاجارية (1797 - 1848)
علم الدولة القاجارية (1848 - 1852)
علم الدولة القاجارية (1852 - 1907)
العلم (1907 - 1933)
علم الدولة البهلوية (1933 - 1964)
علم الدولة البهلوية (1964 - 1980)
علم جمهورية إيران الأسلامية (1980)
علم إيران (1980 - الآن)

## أعلام مشابهة

علم المجر
علم طاجيكستان
علم أرض الصومال